# Chilelopsis puertoviejo
Chilelopsis puertoviejo là một loài nhện trong họ Nemesiidae.
Chilelopsis puertoviejo được miêu tả năm 1995 bởi Goloboff.